# Cody Crocker
Cody Crocker (1971. október 18. –) ausztrál autóversenyző, négy alkalommal (2006, 2007, 2008, 2009) nyerte meg az ázsia–óceániai ralibajnokságot.

## Pályafutása
2003 és 2005 között három alkalommal nyerte meg hazája ralibajnokságát. 2006-ban benevezett az ázsia–óceániai ralibajnokságba, ahol a szezon hét versenyéből haton első lett, és fölényesen nyerte a bajnokságot. 2007-ben, majd 2008-ban és 2009-ben is megvédte címét.
1998 és 2005 között rendszeresen rajthoz állt a rali-világbajnokság ausztrál valamint új-zélandi állomásain. 2004-ben, az ausztrál ralin abszolút hetedikként ért célba, és megszerezte pályafutása első világbajnoki pontjait. A 2005-ös Új-Zéland-ralin megnyerte az N csoportos értékelést.

## Külső hivatkozások
- Cody Crocker hivatalos honlapja
- Profilja az aprc.tv honlapon
- Profilja az ewrc.cz honlapon